# Julian z Panonii
Marcus Aurelius Sabinus Iulianus (zwany też Julianem z Panonii) – cesarz rzymski od 284 do 285 roku n.e. Uzurpator za panowania cesarza Karynusa (283–285).
Jako zbuntowany namiestnik w kraju Wenetów (corrector Venetiae (et Histriae)) z pogranicza Italii i Ilirii zajął Panonię po dotarciu do Italii wiadomości o śmierci Numeriana (283–284), współcesarza i brata Karynusa. Ogłoszony przez swych żołnierzy augustem, emitował własne monety z opanowanej mennicy w Siscii.  
Pod koniec 284 lub na początku 285 Karynus rozbił jego wojska w bitwie stoczonej w okolicach Werony. Według jednej wersji wydarzeń uzurpator został ścięty, według innej – miał zginąć w bitwie.